# InterCity (Italia)
InterCity (IC) in Italia è la categoria di servizio assegnata ai treni costituiti da convogli con velocità massima di 200 km/h che collegano città importanti viaggiando su linee convenzionali (non ad alta velocità, fatta eccezione per la direttissima Firenze-Roma, la linea a monte del Vesuvio e la Venezia-Padova) con un numero ridotto di fermate in stazioni intermedie e con la prenotazione obbligatoria del posto a sedere.
I servizi InterCity rientrano in un contratto di servizio stipulato tra Trenitalia e il Ministero delle infrastrutture e dei trasporti: quest'ultimo sovvenziona tali treni al fine di mantenere attive le relazioni che non potrebbero essere sostenute unicamente con gli incassi provenienti dalla vendita dei titoli di viaggio, garantendo al contempo un servizio universale di base a prezzi calmierati.

## Le sotto-categorie

### InterCity

Simbolo usato fino al 2024 sui tabelloni orari per i treni InterCity

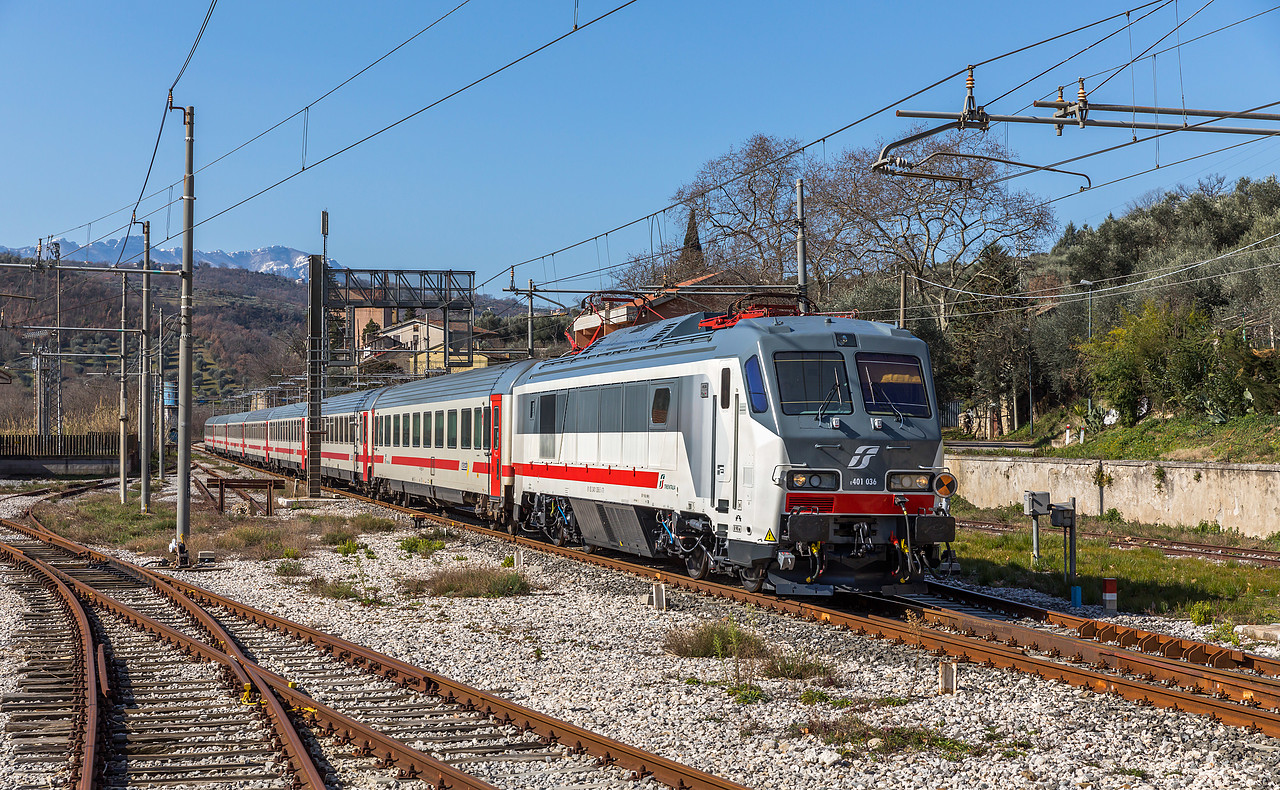
Convoglio InterCity trainato da una E.401.

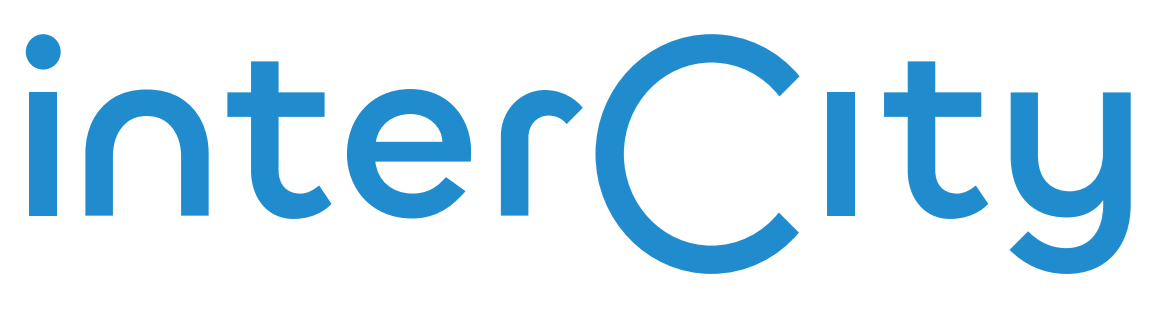
Nuovo logo adoperato del 2024 sui treni InterCity

In Italia, in origine, la categoria di treno InterCity (IC) è intermedia tra quella di Frecciabianca e quella di treno regionale, ed è quella di livello più basso tra le categorie di treni a prenotazione. I treni InterCity collegano oltre 200 città italiane, e prevedono due livelli di servizio, cioè 1ª e 2ª classe. La numerazione sull'orario ferroviario è di solito compresa tra 500 e 749.

### InterCity Notte

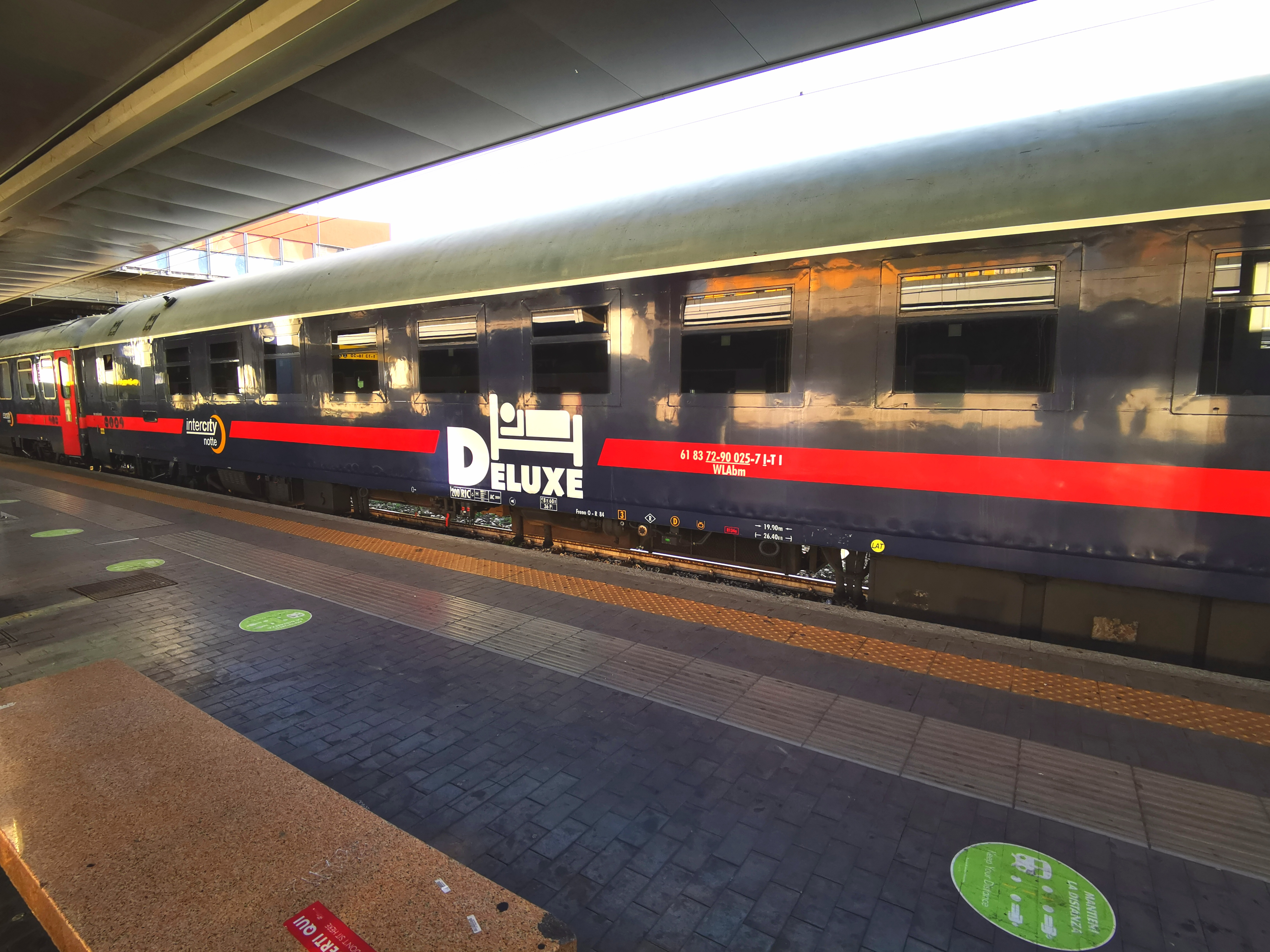
Una carrozza letti, tipo "MU" (impiegata per gli InterCity Notte)

Nuovo simbolo utilizzato dal 2024 per indicare i treni InterCity Notte sui quadri orario italiani

I treni InterCity Notte (ICN) sono treni InterCity in servizio notturno a lunga percorrenza, dotati, oltre ai consueti allestimenti diurni oppure in luogo di essi, di carrozze cuccette e letto. La loro numerazione di solito va da 750 a 799 per i treni dotati di carrozze con posti a sedere e carrozze letto e cuccette e da 1500 a 1999 per i treni composti da sole carrozze letto o cuccette.

### InterCity Plus

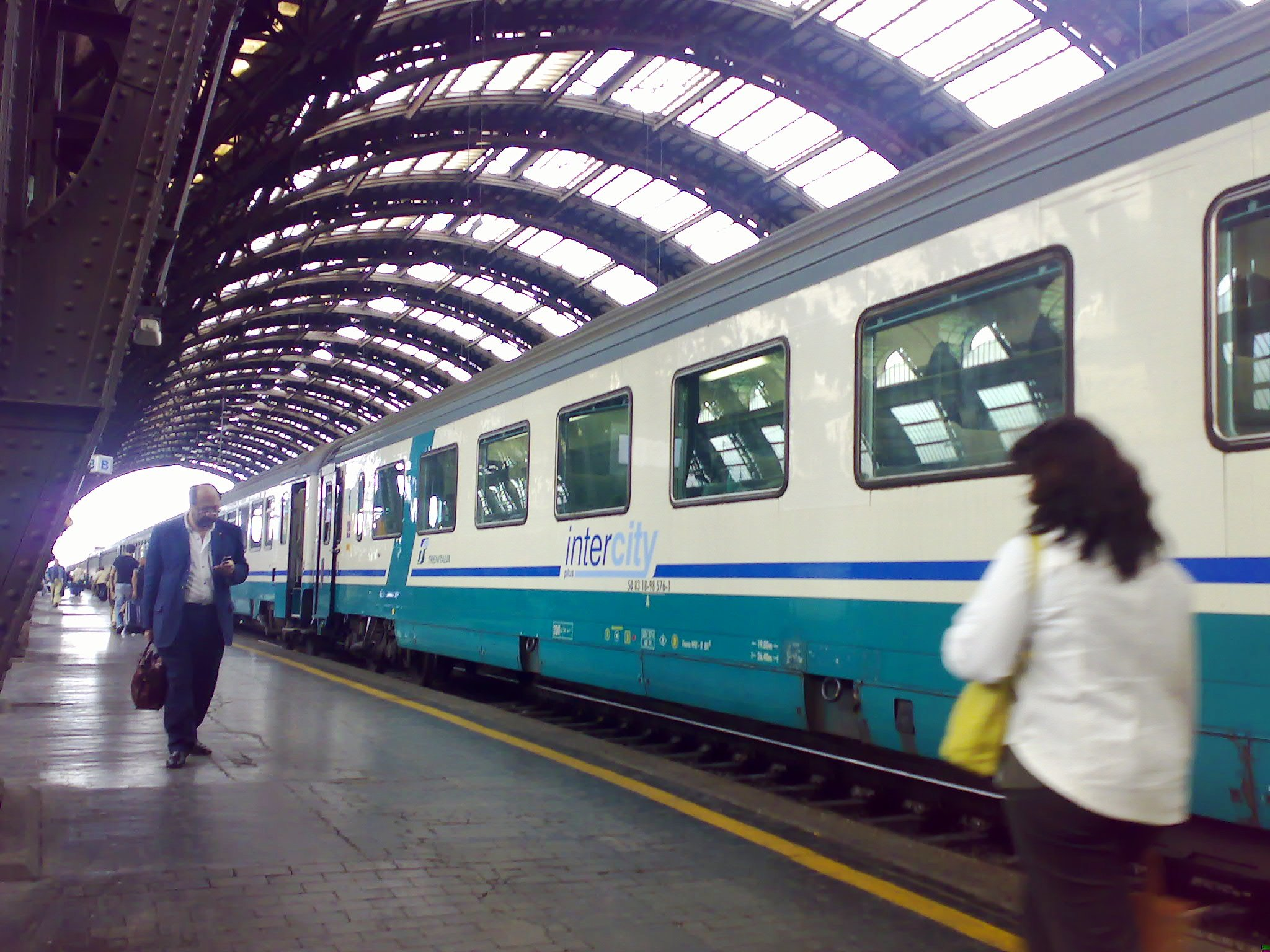
Una carrozza tipo Gran Confort in livrea XMPR InterCity Plus, alla stazione di Milano Centrale.

Dal 2005 fino al 2009 è esistita anche la categoria di InterCity Plus (ICplus), che utilizzava carrozze ammodernate e dal 2008 prevedeva la prenotazione obbligatoria.
A partire dal 2009 tutto il materiale rotabile usato per questa categoria di servizio è stato ammodernato, quindi la distinzione tra IC e ICplus non è più stata utilizzata.

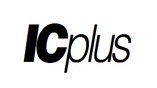
Simbolo utilizzato per indicare i treni InterCity Plus sui quadri orario italiani

Quasi tutti i treni di categoria InterCity e InterCity Plus avevano fino al 2009 una denominazione, che poteva riferirsi alla geografia dei luoghi che attraversavano, ad esempio l'ICplus 717 Bolzano-Lecce, denominato Adige, oppure a personaggi famosi legati o meno alle località servite, come l'ICplus 564 Pescara-Milano, denominato Leopardi.

## Le tratte
Le relazioni InterCity attive nel 2025 sono le seguenti:
- Ponente ligure: partenze da Torino e Milano verso Genova e la riviera ligure di Ponente fino a Ventimiglia e viceversa.
- Tirrenica nord: partenze da Torino, Milano e Ventimiglia verso Genova, la riviera ligure di Levante e la Toscana fino a Roma, Napoli e Salerno e viceversa. Con un collegamento periodico si può raggiungere anche Bardonecchia da Genova e Torino.

- Tirrenica sud: partenze da Roma verso la Campania e la costa tirrenica della Calabria fino a Reggio Calabria e viceversa.

- Adriatica: partenze da Milano, Bolzano e Bologna verso tutta la costa adriatica fino a Bari, Taranto e Lecce e viceversa.

- Ionica: partenze da Reggio Calabria verso la costa ionica della Calabria fino a Taranto, con prosecuzioni verso Bari e Lecce, e viceversa.

- Sicilia: partenze da Roma per Messina, Siracusa e Palermo e viceversa.

Sono presenti ulteriori collegamenti da Roma verso Trieste, Perugia, Ancona, San Benedetto del Tronto, Taranto, Bari, Firenze, Salerno; da Milano fino a Terni e fino a Napoli, Salerno e, con un collegamento periodico, anche fino a Reggio Calabria; da Napoli per Bari.
I collegamenti InterCity Notte attivi nel 2024 sono i seguenti:
- 2 treni nel weekend da e per Roma, Bolzano, San Candido;
- 4 treni giornalieri da e per Torino, Salerno;
- 2 treni giornalieri da e per Torino, Reggio Calabria;
- 2 treni giornalieri da e per Torino, Lecce;
- 4 treni giornalieri da e per Milano, Lecce;
- 2 treni giornalieri da e per Milano, Messina, Siracusa, Palermo;
- 4 treni giornalieri da e per Roma, Messina, Siracusa, Palermo;
- 2 treni giornalieri da e per Roma, Trieste;
- 2 treni nel weekend da e per Roma, Lecce.

## Materiale rotabile e allestimenti

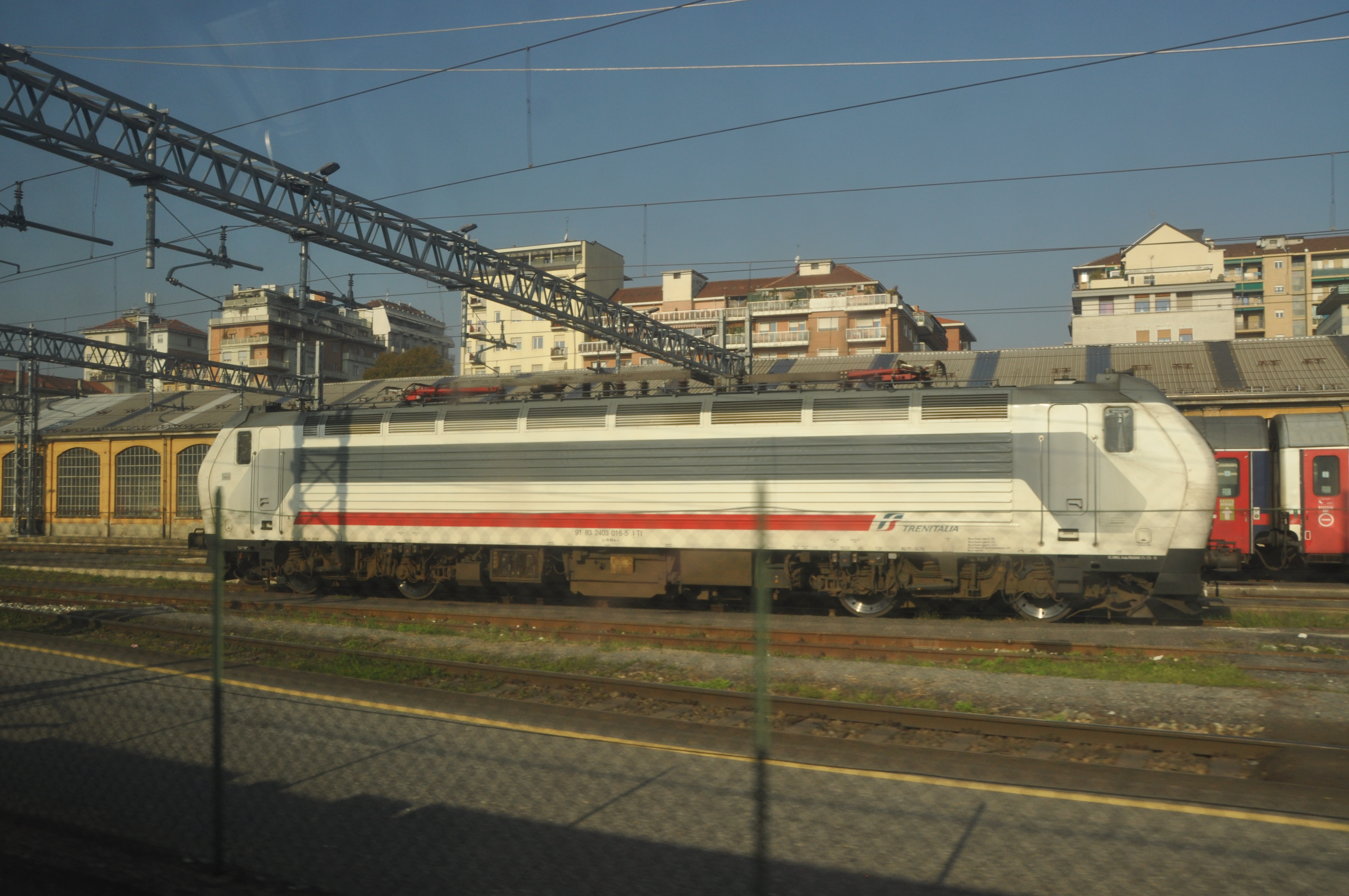
Locomotiva E.403.

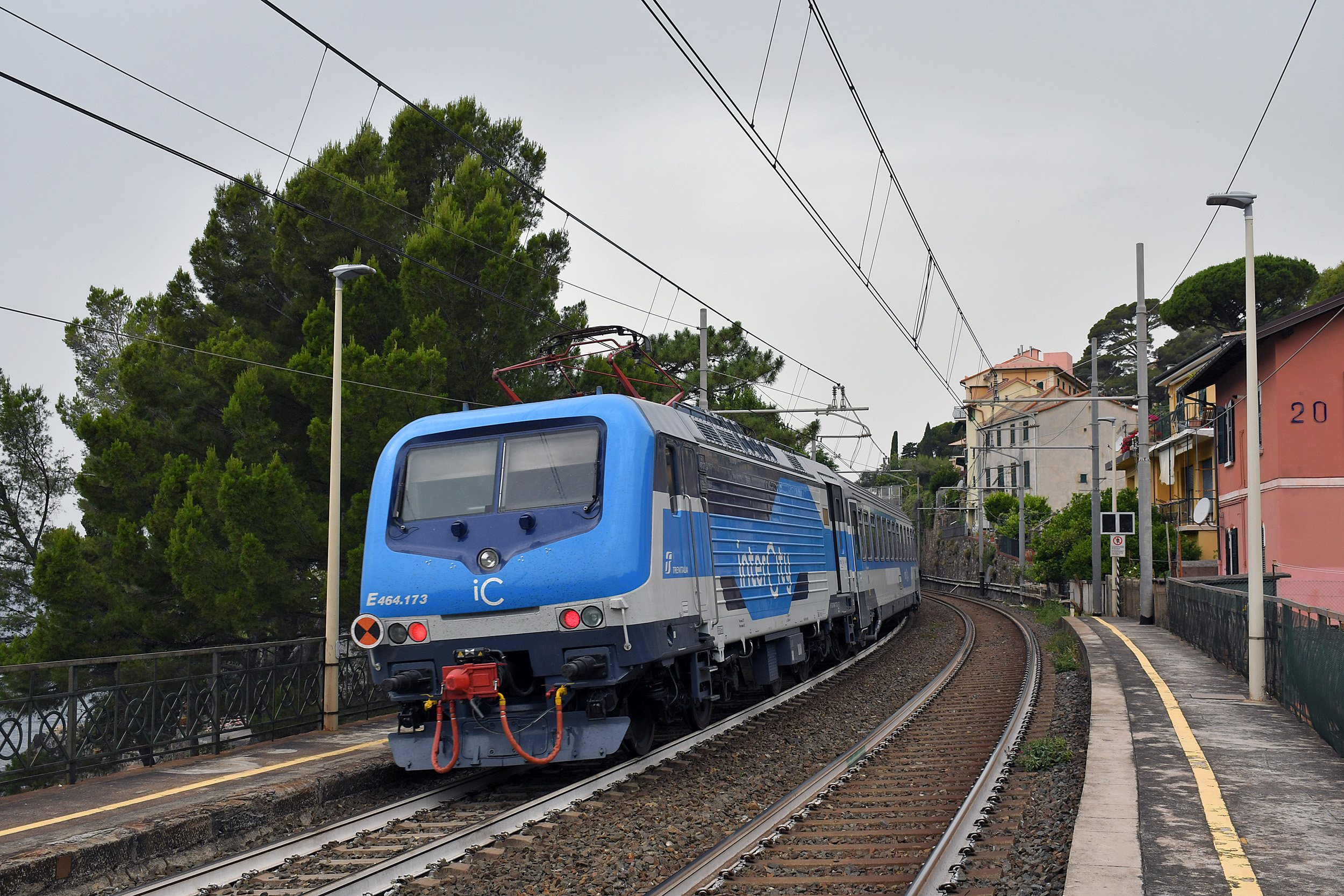
Locomotiva E.464 nella nuova livrea InterCity giorno.

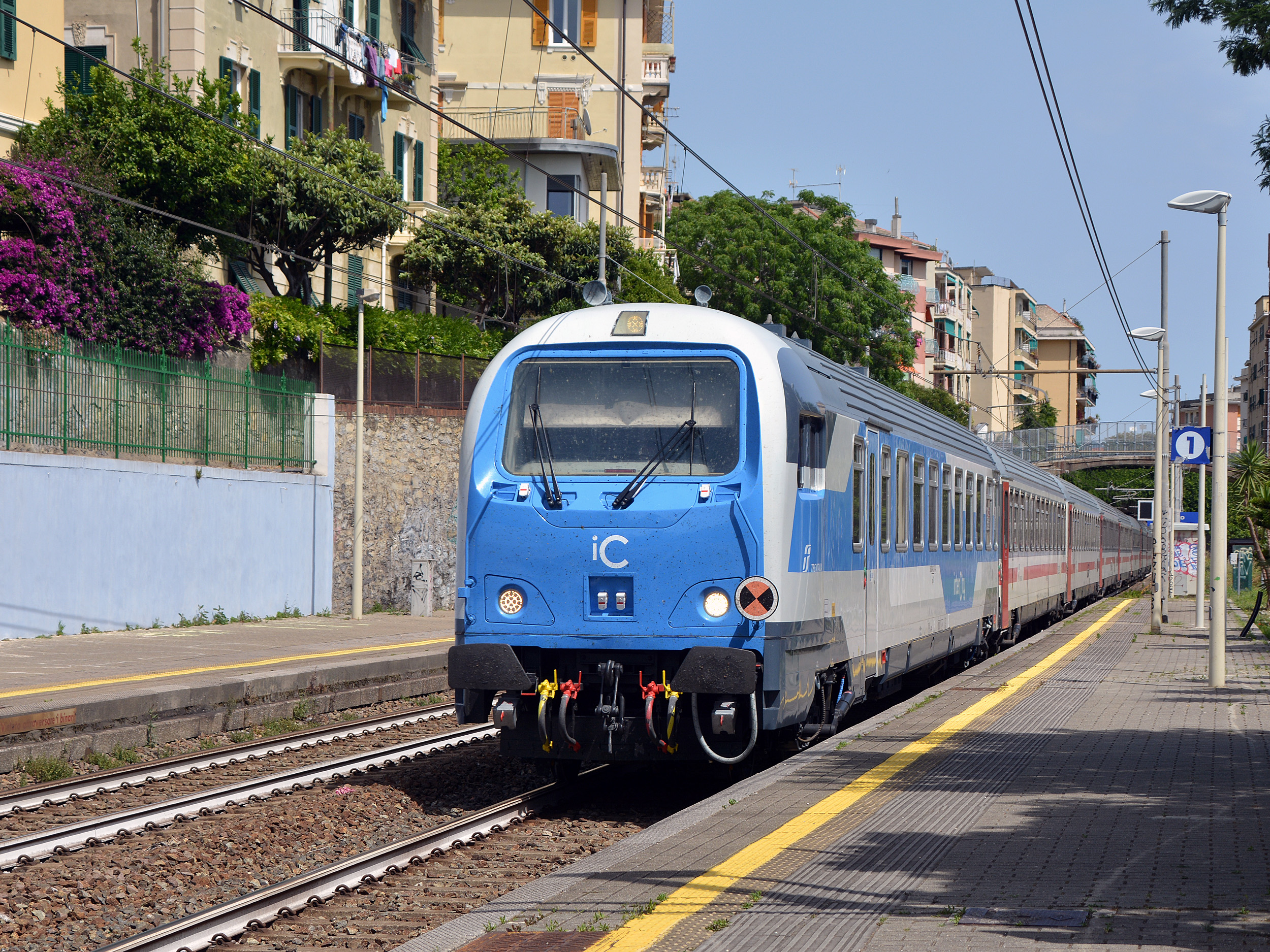
Carrozza semipilota UIC-Z1A con la nuova livrea.

A partire dal 2017 fu attuata un'operazione di rimodernamento per i treni IC e ICN, con l'adozione di due nuove livree dedicate.
Dal 2018 sono entrate in circolazione composizioni che prevedono l'utilizzo di carrozze UIC-Z1 in precedenza dedicate ai servizi Frecciabianca, a causa della sostituzione di questi ultimi con servizi Frecciargento e poi Frecciarossa. A transizione completata, gli InterCity sono risultati uguali ai precedenti Frecciabianca (allestiti quindi con nuove poltrone meno spaziose e non più reclinabili), utilizzando tuttavia la livrea apposita e non essendo dotati di carrozza ristorante.
Dal 2024 sono iniziate ad essere apposte le nuove livree per questi servizi, sia alle locomotive che alle carrozze.

### Attuale
- Carrozze di 1ª classe Gran Comfort a salone, carrozze di 1ª e 2ª classe UIC-Z1 a salone.
- Hitachi Blues
- Locomotiva FS E.401
- Locomotiva FS E.402B
- Locomotiva FS E.403
- Locomotiva FS E.414
- Locomotiva FS E.464

### Storico
- Carrozze di 1ª classe Gran Comfort a compartimenti, carrozze di 1ª e 2ª classe UIC-Z1 a compartimenti, carrozze di 1ª classe Eurofima a compartimenti, carrozze di 2ª classe Eurofima a salone.
- Locomotiva FS E.402A (l'ultima macchina del gruppo è stata utilizzata fino al 30 aprile 2019; trasformate in E.401)
- Locomotiva FS E.444R
- Locomotiva FS E.656
- Locomotiva FS D.445 (usate fino al 2024)

Il servizio di ristorazione era in origine effettuato da carrozze WR Ristorante e Self-Service, venendo sostituito poi dal servizio minibar con carrellino e da distributori automatici.

## Bigliettazione
I biglietti sono nominativi e la prenotazione del posto è obbligatoria. Il personale addetto al controllo dei titoli di viaggio rileva, tramite il tablet in dotazione, l'effettiva presenza dell'utente nel posto prenotato.